# Dysart (Queensland)
Dysart – miasto w Australii, w stanie Queensland.